# Typ 10 Granatwerfer
Der Typ 10 Granatwerfer (jap. 十年式擲弾筒 Jūnen-shiki tekidantō) war ein japanischer Granatwerfer.

## Geschichte
Bereits früh stellte sich heraus, dass der japanischen Infanterie eine geeignete, schnell verfügbare Artillerieunterstützungswaffe fehlte. So wurde von der japanischen Armee der Typ 10 50-mm-Mörser entwickelt. Im Gegensatz zu europäischen Armeen, die eine Gewehrgranate entwickelten, setzte das Heer auf ein selbstständiges Gerät. Mit einem Gewicht von 2,6 kg war der Mörser leicht genug, um, seitlich am Bein getragen, mitgeführt zu werden. Die japanische Bezeichnung Beinmörser beruht darauf, dass der Schütze die Waffe, kniend, vor seinem Bein auf den Boden stellt. Durch eine irrtümliche Übersetzung aus dem Japanischen ins Englische sind die japanischen leichten Mörser als Knee Mortar (dt. Knie-Mörser) bekannt, worauf es beim Probeschießen mit erbeuteten japanischen Mörsern zu schweren Unfällen kam, da der Rückstoß den Schützen verletzte.
Der Typ 10 Granatwerfer wurde ab 1929 durch den Typ 89 Granatwerfer ersetzt.

## Technik

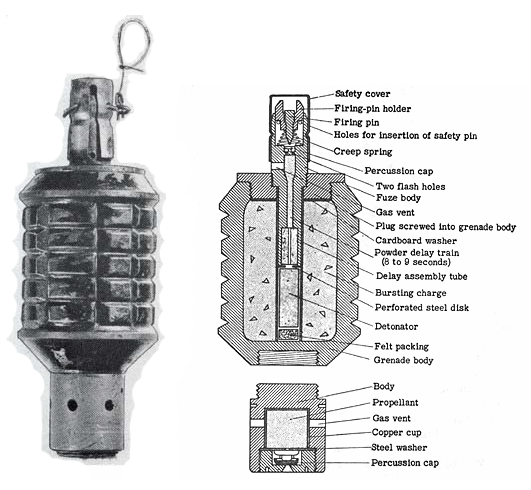
Der Typ 10 Granatwerfer konnte Typ 91 Handgranaten verschießen.

Der Mörser war eine unkonventionelle Konstruktion, die eher an einen Stab als an einen herkömmlichen Mörser erinnert. Der Höhenrichtbereich war nicht veränderbar und lag immer bei +45°. Die Reichweite konnte durch einen in das Rohr schraubbaren Stab verringert werden. Dadurch wurde die Treibladung der Granate früher gezündet, die Gase hatten mehr Expansionsspielraum und die Reichweite sank. Neben üblichen flossenstabilisierten Geschossen konnten auch ganz gewöhnliche Handgranaten wie die Typ 91 verschossen werden.

## Technische Daten
- Kaliber: 50 mm
- Rohrlänge: 240 mm
- Gewicht: 2,6 kg
- Höchstschussweite: 175 m
- Schussgeschwindigkeit: 25 Schuss/min
- Produzierte Stückzahl: 7000[1]